# Iraklio
Iraklio (tiếng Hy Lạp: ?) là một khu tự quản ở vùng Attiki, Hy Lạp. Khu tự quản Iraklio có diện tích 5 km², dân số theo điều tra ngày 18 tháng 3 năm 2001 là 48132 người.